# Colonizzazione svedese delle Americhe

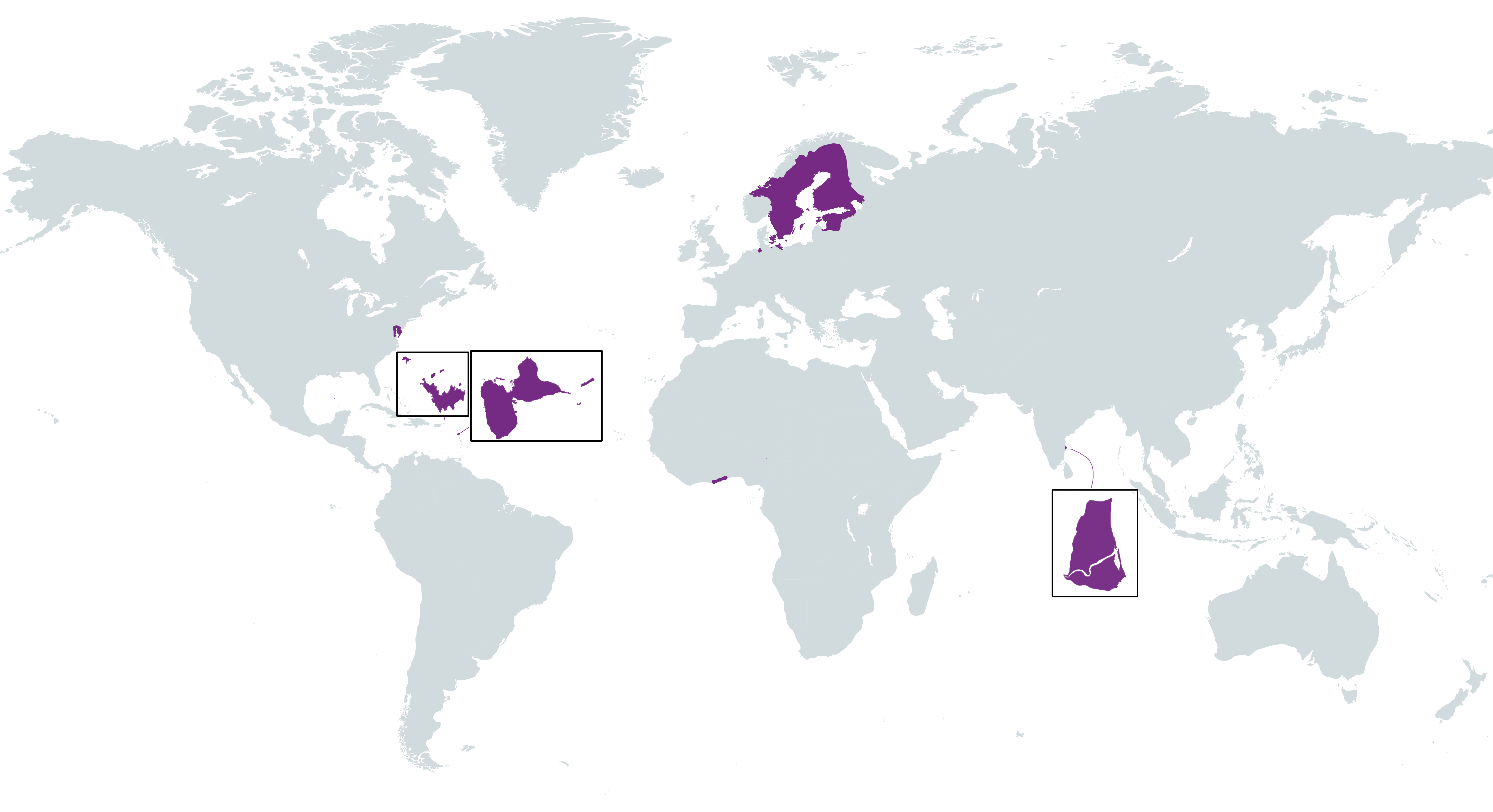
Mappa delle colonie svedesi, incluse le tre colonie nelle Americhe.

La colonizzazione svedese delle Americhe fu parte della colonizzazione europea delle Americhe.

## Nuova Svezia
Nel 1638 una spedizione in Nord America fondò la colonia di Nuova Svezia, lungo il corso del fiume Delaware, negli attuali Stati Uniti d'America.
La colonia ebbe breve vita, in quanto dopo soli diciassette anni fu conquistata dalla Repubblica delle Sette Province Unite, che la unirono ai Nuovi Paesi Bassi.

## Saint Barthélemy
Nel 1784, la Francia di Luigi XVI cedette l'isola caraibica di Saint-Barthélemy alla Svezia di Gustavo III. Gli svedesi tentarono di sviluppare il commercio facendone un porto franco; ribattezzarono inoltre il capoluogo  Le Carénage in Gustavia, in onore del re (nome che conservò anche in seguito).
L'isola fu venduta nuovamente alla Francia 94 anni dopo, nel 1878.

## Guadalupa
A seguito della sua sconfitta nelle guerre napoleoniche, la Francia promise alla Svezia di cederle l'arcipelago caraibico di Guadalupa. Tale cessione, che poi non si concretizzò, fu all'origine dell'istituto economico noto come Fondo della Guadalupa.